# Irangate

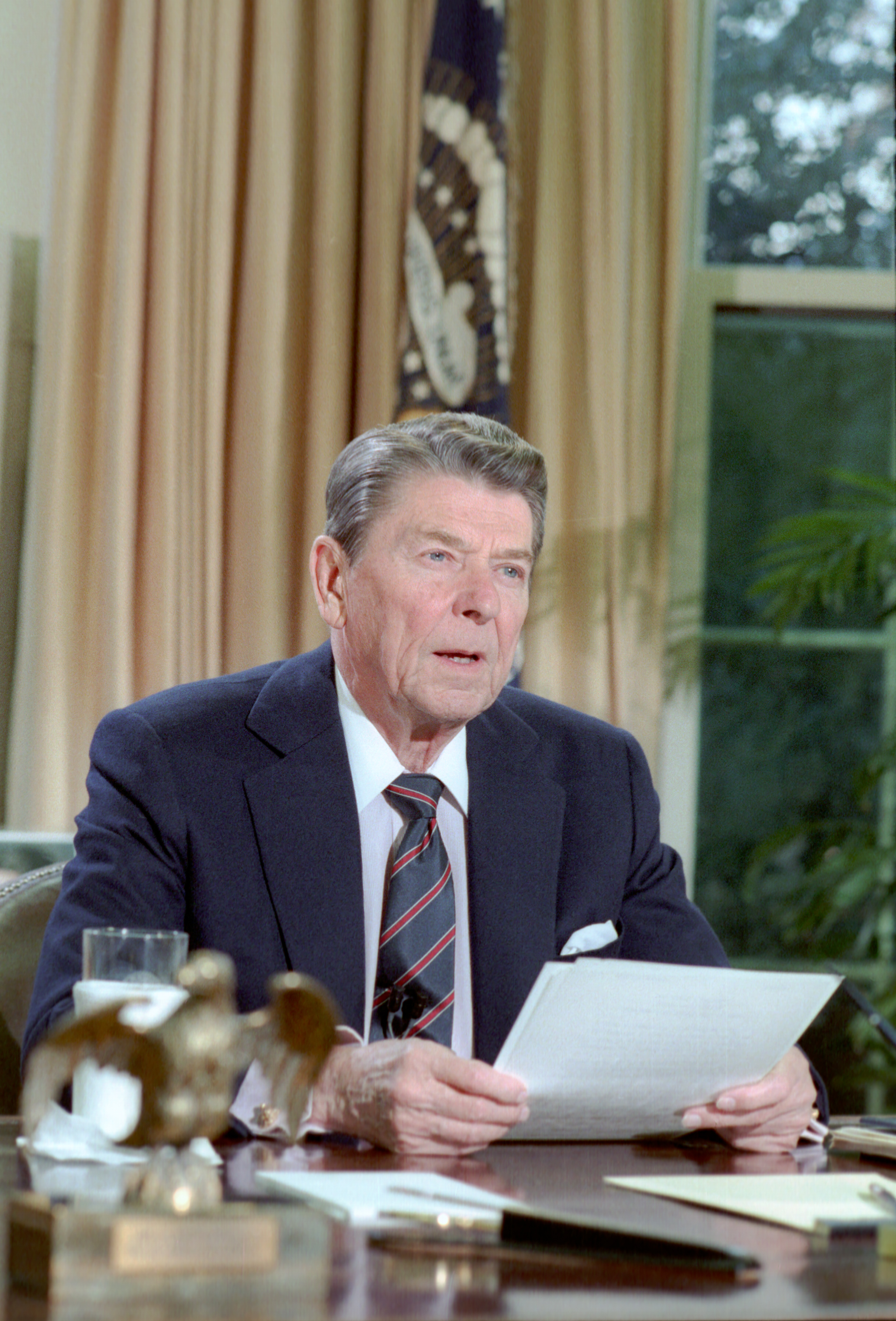
Ronald Reagan, presidente degli Stati Uniti all'epoca dello scandalo.

Irangate (in lingua inglese Iran-Contra affair) fu uno scandalo politico che nel biennio 1985-1986 coinvolse vari alti funzionari e militari dell'amministrazione del presidente degli Stati Uniti Ronald Reagan, accusati dell'organizzazione di un traffico illegale di armi con l'Iran, su cui vigeva l'embargo.
L'attività aveva lo scopo di facilitare il rilascio di sette ostaggi statunitensi in quel momento nelle mani di Hezbollah (storicamente legato all'Iran) in Libano, e di servirsi del ricavato del traffico di armi per finanziare in modo occulto l'opposizione violenta dei Contras durante la guerra civile in Nicaragua, in funzione antisandinista. Lo scandalo minò duramente la credibilità di Reagan, che la recuperò poi con la sottoscrizione dell'accordo INF con Michail Gorbačëv, riuscendo così a concludere il secondo mandato. Per l'appoggio ai Contras, oltre che per altre attività illegali svolte contro il Nicaragua, gli Stati Uniti d'America sono stati condannati nel 1986 dalla Corte internazionale per "uso illegale della forza".

## La guerra tra Iran e Iraq
L'Iran, all'epoca impegnato nella guerra contro l'Iraq di Saddam Hussein, pur violentemente antistatunitense, era molto sensibile alle offerte di materiale statunitense, visto che la maggior parte delle sue forze armate erano equipaggiate proprio con veicoli e armi fabbricate negli Stati Uniti, acquistate dallo Shah Mohammad Reza Pahlavi prima della sua cacciata. L'Iran aveva cercato di diversificare le proprie fonti di approvvigionamento, rivolgendosi alla Siria (nemica dell'Iraq per la forte rivalità fra Assad e Hussein), la Libia di Gheddafi e la Cina, ma ciononostante i missili anticarro TOW ed i pezzi di ricambio per le batterie antiaeree HAWK erano assolutamente necessari allo sforzo bellico.

## Il traffico di armi
In un primo momento gli USA non trasferirono direttamente materiale, ma si limitarono a rivelare al governo di Teheran la localizzazione di magazzini segreti di pezzi di ricambio e munizioni che lo Shah aveva fatto installare in sperdute località iraniane, curando che solo alcuni fedelissimi ufficiali (tutti fuggiti durante la rivoluzione) ne conoscessero l'ubicazione. In seguito, esauriti i "depositi segreti", gli USA si dimostrarono disposti a fornire armi e munizioni ex novo, ma decisero di farlo in maniera segreta e al di fuori del controllo del Congresso statunitense (che secondo le leggi deve approvare ogni aiuto militare a potenze estere) in modo da destinare i proventi di tale traffico al sostegno delle operazioni di guerriglia in America centrale, in particolare ai Contras del Nicaragua. Regista dell'operazione fu il Tenente colonnello Oliver North, con l'approvazione del Viceammiraglio John Poindexter, consigliere per la sicurezza nazionale, poi condannato a sei mesi di reclusione.

## Il ruolo di Rafsanjani
Il consigliere per la sicurezza nazionale Robert McFarlane si era dimesso il 4 dicembre 1985, adducendo come motivo che voleva passare più tempo con la sua famiglia, ed era stato sostituito dall'ammiraglio John Poindexter. Già il giorno delle dimissioni di McFarlane, Oliver North, un aiutante militare in forza al Consiglio di Sicurezza Nazionale (NSC), propose un nuovo piano per la vendita di armi all'Iran, che comprendeva due modifiche importanti: invece di vendere armi attraverso Israele, la vendita doveva essere diretta, e una parte del ricavato sarebbe andato ai Contras, combattenti del Nicaragua che ingaggiavano da tempo una guerriglia contro il governo legittimo di Managua.
Due giorni dopo Reagan si incontrò con i suoi consiglieri alla Casa Bianca, dove fu discussa una variante al piano originario, sulle transazioni belliche a favore di capi "moderati" dell'esercito iraniano: appena le armi fossero state consegnate da Israele per via aerea, gli ostaggi detenuti da Hezbollah in Libano avrebbero dovuto essere rilasciati. Sebbene fermamente contrastato dal segretario di Stato George Shultz e dal segretario alla difesa Caspar Weinberger, il piano fu autorizzato da Reagan il 7 dicembre 1985 e McFarlane, sia pure ormai a riposo, volò a Londra per incontrare gli israeliani e l'iraniano Ghorbanifar. Quest'ultimo respinse però la richiesta di usare la sua influenza per anticipare il rilascio degli ostaggi libanesi prima che avesse luogo la consegna delle armi. Alla fine North propose un accordo per 15 milioni di dollari, nel quale l'intermediario Ghorbanifar pretese una percentuale del 41%: Poindexter, sentito solo il suo staff nel NSC e valendosi dell'ampia autorizzazione preventiva di Reagan, autorizzò lo scambio e, nel febbraio 1986, mille missili TOW furono imbarcati per l'Iran.
Poiché nessuno degli ostaggi libanesi veniva rilasciato, McFarlane intraprese un altro viaggio all'estero, questa volta a Teheran, portando in dono una torta a forma di chiave, a simboleggiare una "apertura" nei confronti dell'Iran, e una bibbia con dedica autografa di Reagan. Egli s'incontrò direttamente con ufficiali iraniani al servizio del presidente del parlamento iraniano Rafsanjani nel tentativo di stabilire una relazione USA/Iran atta alla liberazione degli ostaggi. La delegazione statunitense comprendeva McFarlane, North, l'agente Cave, il diplomatico a riposo Teicher, l'israeliano Amiram Nir ed un interprete, tutti con passaporti irlandesi falsi e su di un aereo israeliano che atterrò nella capitale iraniana il 25 maggio 1986.. L'incontro fallì e, beffardamente, alla preghiera del venerdì, Rafsanjani dichiarò che la torta la mangiarono le guardie aeroportuali prima di rimandare indietro gli ospiti.
In realtà McFarlane lamentò di aver incontrato soltanto "dirigenti ufficiali di terzo o quarto livello" e nessun ministro: gli iraniani richiesero il pregiudiziale ritiro di Israele dalle alture del Golan, mentre McFarlane rifiutò di inviare pezzi di ricambio dei missili Hawk fino a quando non fossero stati rilasciati gli ostaggi libanesi; dopo quattro giorni McFarlane tornò a casa senza alcun risultato e consigliò al Presidente di non negoziare più con gli iraniani, ma il consiglio non fu seguito. Infatti, da maggio a novembre 1986 ci furono spedizioni ulteriori di armi e pezzi di ricambio. Il Brunei era l'intermediario finanziario della rimessa. Sia le vendite di armi che il finanziamento dei Contras costituiva violazione dell'emendamento Boland, votato dal Congresso statunitense per evitare ingerenze nelle vicende interne degli Stati latinoamericani in guerra civile.

## Le inchieste e le condanne
Nel novembre del 1986 un giornale libanese rivelò l'esistenza del traffico di armi. Le indagini effettuate mostrarono il collegamento della vendita clandestina con la parallela operazione segreta in Nicaragua. Nel novembre del 1987 una commissione d'inchiesta presieduta dall'allora senatore John Tower emise una dura condanna all'operato del presidente Reagan, non provando con certezza la conoscenza da parte sua dei finanziamenti illegali ai Contras, ma dichiarando che aveva tollerato una situazione di aperta illegalità. Nel 1992 il Presidente George Bush sr., vicepresidente nel momento dello scandalo e sospettato di essere coinvolto nello stesso, concesse la grazia a sei alti ufficiali indiziati o condannati per la questione Iran-Contras.